# Oceanospirillales
Oceanospirillales sind eine Ordnung der Proteobacteria. Wie alle Proteobacteria sind die dazugehörigen Arten gramnegativ. Der Stoffwechsel ist chemoorganotroph, das heißt für die Energiegewinnung werden organische Stoffe abgebaut, wie es bei allen Tieren und dem Menschen der Fall ist. Einige Arten sind in der Lage, Erdöl abzubauen, was sie für den Abbau von Ölverschmutzungen interessant macht.

## Erscheinungsbild
Die Bakterien sind meist durch Büschel von Flagellen oder einzelne Flagellen beweglich (motil). So besitzen Arten von Oceanospirillum in der Regel an beiden Zellenden Geißelbüschel, sie sind polytrich bipolar (amphitrich) begeißelt. Die Art Balneatrix alpica, jetzt zu den Balneatricaceae gestellt, ist mit ein bis zwei Geißeln polar begeißelt. Zu den Mitgliedern, die keine Geißeln tragen, zählt zum Beispiel Carnimonas (Halomonadaceae). Die Mehrzahl der Arten sind stäbchenförmig, die Zellform von Oceanospirillum ist spiralförmig (helikal).

## Ökologie
Einige Arten tolerieren einen Mangel bis vollkommenen Ausschluss von Sauerstoff; sie sind fakultativ aerob. Die meisten sind auf Sauerstoff angewiesen (obligat aerob); auch auf geringe Sauerstoffkonzentrationen spezialisierte Arten (mikroaerobe Arten) sind vorhanden. Hierzu zählt z. B. die marine Art Marinospirillum megaterium der Familie Oceanospirillacae. Viele Arten der Ordnung sind halotolerant bis halophil, sie können also in Umgebungen mit hohen Salzkonzentrationen leben oder sind gar auf hohe Konzentrationen angewiesen (halophil).
Das stäbchenförmige Bakterium Alcanivorax borkumensis ist in der Lage, langkettige Alkanverbindungen abzubauen, wie sie z. B. im Erdöl vorkommen. Dementsprechend kommt es verstärkt in mit Öl verschmutzter Umwelt vor. Es zählt somit zu den hydrocarbonoklastischen Bakterien und ist von Bedeutung für biotechnologischen Abbau von Ölverschmutzungen. Es wurde im Jahr 1998 erstbeschrieben und wird nun der Familie der Alcanivoracaceae zugeordnet. Die Art Oleibacter marinus ist ebenfalls zum Abbau von Alkanketten fähig, was das Bakterium für die Beseitigung von Erdölverschmutzungen im tropischen Meer interessant macht. Oleibacter zählt zu der Familie der Oceanospirillaceae. Die kälteliebende Art Oleispira antarctica sowie die Art Thalassolituus oleivorans können ebenfalls langkettige Alkane nutzen. Oleispira und Thalassolituus werden den Oceanospirillaceae zugeordnet.

## Systematik
Es folgt eine Auswahl von Familien und einigen Beispielen von Gattungen Arten:
- Alcanivoracaceae
  - Alcanivorax borkumensis
- Balneatricaceae
  - Balneatrix alpica
- Endozoicomonadaceae
  - Endozoicomonas
- Hahellaceae
- Halomonadaceae
  - Halomonas titanicae
  - Carnimonas nigrificans
- Kangiellaceae
- Litoricolaceae
- Oceanospirillaceae
  - Amphritea
  - Marinomonas
  - Marinospirillum
  - Oceanospirillum
- Oleiphilaceae
  - Oleiphilus messinensis
- Saccharospirillaceae

Folgende Gattungen werden keiner Familie zugeordnet:
- Salicola Maturrano et al. 2006
- Spongiispira Kaesler et al. 2008